# تالس ۶۰۰۱
سیارک ۶۰۰۱ (به انگلیسی: 6001 Thales، نامگذاری:1988CP2) شش هزار و یکمین سیارک کشف شده‌است که در ۱۱ فوریه ۱۹۸۸ کشف شد.
قدر مطلق سیارک برابر ۱۲٫۶۰ است.